# Ning Menghua
Ning Menghua (8 de novembre de 1973) és una esportista xinesa que va competir en piragüisme en la modalitat d'aigües tranquil·les, guanyadora d'una medalla de bronze al Campionat Mundial de Piragüisme de 1991 en la prova de K4 500 m.
Va participar en dos Jocs Olímpics d'Estiu els anys 1992 i 1996, la seva millor actuació va ser un cinquè lloc assolit a Barcelona 1992 en la prova de K4 500 m.

## Palmarès internacional
| Campionat del món | Campionat del món | Campionat del món | Campionat del món |
| Any               | Lloc              | Medalla           | Esdeveniment      |
| ----------------- | ----------------- | ----------------- | ----------------- |
| 1991              | París ( França)   | 3                 | K4 500 m          |